# Волович, Виталий Михайлович
Вита́лий Миха́йлович Воло́вич (3 августа 1928, Спасск — 20 августа 2018, Екатеринбург) — советский и российский художник, график. Народный художник Российской Федерации (2016), академик Российской академии художеств (2012).

## Биография
Родился 3 августа 1928 года в Спасске Дальневосточного края. Мать — журналистка, писательница и драматург Клавдия Филиппова (настоящее имя Чарна Лотоцкая, 1902—1950); отчим (с 1938 и до середины 1940-х годов) — писатель и литературовед Константин Васильевич Боголюбов (1897—1975). В 1932 году переехал с матерью в Свердловск.
В 15 лет поступил на живописное отделение Свердловского художественного училища, его однокурсником был Ю. Истратов. После окончания  училища в 1948 году начал сотрудничать со Среднеуральским книжным издательством: оформлял обложки книг Н. Куштум «Сторона моя родная» (1953), Б. Дижур «Раздумья» (1954), М. Пилипенко «Дороги» (1955) и другие. К наиболее ярким работам этого периода можно отнести иллюстрации к «Кладовой солнца» М. Пришвина, одобренные самим писателем:

«Кладовую солнца» издавали бесчисленное количество раз разные страны, и у меня на полке «Кладовые» всех размеров и цветов. Но Ваша — лучшая.
— Из письма М. Пришвина В. Воловичу от 17 ноября 1953
В 1952 года участвовал в художественных выставках, первые работы были выставлены в Ирбите (Свердловская область). В 1956 году принят в Союз художников СССР. За оформление в 1963 году «Малахитовой шкатулки» П. Бажова, включавшей девять цветных гравюр, 22 чёрно-белые заставки и суперобложку, Волович был награждён дипломом 2-й Всесоюзной выставки эстампа. Но дальнейшие отношения с издательством оборвались — идеологическая комиссия Свердловского обкома КПСС потребовала отмены награды, обвинив художника в «инакомыслии» и формализме. Ему пришлось уйти и из редколлегии журнала «Уральский следопыт», членом которой он был со дня основания.
Оказавшись в Москве, на первых порах художник нашёл приют у давних знакомых по Свердловску. Общение в новом кругу художников-нонконформистов: Эрнстом Неизвестным, Ильёй Кабаковым, Владимиром Янкилевским и других не прошло для Воловича бесследно, в цветных и чёрно-белых иллюстрациях к горьковским «Песня о Буревестнике» и «Песня о Соколе», выпущенных «Художественной литературой» в 1965 году, многие почувствовали усилившееся тяготение к социальной сфере. В том же году на Международном конкурсе художников-иллюстраторов в Лейпциге (ГДР) художник представил четыре разворота к балладе Р. Стивенсона «Вересковый мёд» и получил первую весомую награду — серебряную медаль.
Известность Воловичу принесли иллюстрации средневековой литературы: «Слова о полку Игореве», «Романа о Тристане и Изольде» и других, к каждому из них он находит адекватные только этому произведению изобразительные средства и технику исполнения. Так например, иллюстрации к «Ричарду III» исполнены в жесткой манере гравюры на металле, а легенда о любви рыцаря Тристана и королевы Изольды исполнена в технике литографии, живописной и мягкой.
 После смены руководства Средне-Уральского книжного издательства художник вернулся на Урал и возобновил сотрудничество.
Работы В. Воловича находятся в Музее изобразительных искусств им. А. С. Пушкина, Государственной Третьяковской галерее в Москве, Пражской национальной галерее, Моравской галерее в г. Брно, в музее современного искусства в Кёльне, в музее И. В. Гёте в Веймаре, Государственном Русском музее, Екатеринбургской галерее современного искусства, галереях Саратова, Новосибирска, Перми и других; в частных собраниях России, Америки, Германии, Франции, Израиля, Австрии, Испании и других. 
 Число выставок, в которых принял участие художник превышает сотню. Одни из последних персональных прижизненных выставок состоялись в 2017 году в Екатеринбурге, а следом в Санкт-Петербурге. Последняя прижизненная выставка открылась в Первоуральске, в Инновационном культурном центре 1 августа 2018 года.
Скончался утром 20 августа 2018 года в Екатеринбурге. Похоронен на Михайловском кладбище в Екатеринбурге.
20 октября 2022 года в Екатеринбурге, в большом зале Дома кино прошла премьера полнометражного документального фильма "Волович". Реж. Евгений Волович. В фильме о художнике, о его любви к работе, творчеству о его жизни вспоминают его близкие друзья.

## Награды
- 1973 — Заслуженный художник РСФСР
- 1995 — лауреат премии имени Г. С. Мосина
- 1999 — лауреат премии губернатора Свердловской области за выдающиеся достижения в области литературы и искусства 1998 года[9]
- 2005 — Золотая медаль Российской академии художеств за серию графических листов к трагедии Эсхила «Орестея»
- 2007 — Член-корреспондент Российской академии художеств
- 2007 — Почётный гражданин Екатеринбурга
- 2008 — в Екатеринбурге установлена скульптурная группа «Горожане. Разговор», изображающая трёх мужчин. Прототипами послужили друзья автора, уральские художники Виталий Волович, Миша Брусиловский и Герман Метелёв[10]. Автор скульптуры Андрей Антонов.
- 2008 — Почётный гражданин города Ирбита — «За большой личный вклад в развитие культуры и искусства города, формирование уникальных коллекций Ирбитского государственного музея изобразительных искусств»[11]
- 2012 — академик Российской академии художеств
- 2016 — Народный художник Российской Федерации[12]
- 2018 —  почётный гражданин Свердловской области[13].

А также многочисленные медали и дипломы всероссийских, всесоюзных и международных смотров искусства книги.

## Творчество
Первые работы Волович создавал в технике перового рисунка тушью, затем художник обратился к технике линогравюры, офорта, литографии, книжной и станковой графике; в последнее время использовал темперу, акварель, гуашь. Стилистическое своеобразие определяется экспрессивностью, выразительностью линий и штриховки, тягой к монументальности.

### Циклы
- «Цирк»
- «Женщины и монстры»
- «Средневековые мистерии»
- «Иерусалим» (1995)
- «Екатеринбург» (1997)

### Иллюстрации
- «Слово о полку Игореве» (1982)
- «Орестея» Эсхила
- «Ричард III», «Отелло» У. Шекспира (1972. Офорт.)
- «Роман о Тристане и Изольде» в переводе на современный французский язык Ж. Бедье (1972. Автолитография)
- «Эгмонт» И. В. Гёте (1980)
- «Страх и отчаяние в Третьей империи» Б. Брехта (1970. Офорт)
- Ирландские саги
- Сказы П. Бажова
- «Песня о Соколе» Максима Горького
- «Песня о Буревестнике» Максима Горького

### Альбомы
- Виталий Волович. Чусовая. Таватуй. Волыны: Акварель. Рисунок. Темпера: Альбом. // Екатеринбург. Издательский дом «Автограф», 2006. — 272 с.; илл. Авторы вступительных статей А. Г. Мосин, М. П. Никулина.
- Виталий Волович Женщины и монстры: Рисунок. Акварель. Темпера. Офорт. // Екатеринбург. Издательский дом «Автограф», 2013. — 400 с.; илл.

### Буклеты и каталоги к выставкам
- Виталий Михайлович Волович: Шестнадцать репродукций / Вступит. ст. Л. Дьяконицына. Л.: Художник РСФСР, 1975.
- Заслуженный художник РСФСР Виталий Михайлович Волович: Каталог выставки [в Москве] / Сост. и автор вступит. ст. С. В. Голынец. Л. Художник РСФСР, 1977. 32 с., ил.
- Виталий Михайлович Волович: Каталог выставки/ [Вступит. ст. С. В. Голынца]. Галерея искусства. Карловы Вары, 1977. 25 с., ил. (На чешском яз.)
- Виталий Волович. Алексей Казанцев Художники путешествуют. Каталог вставки / Сост. и автор вступит. статьи Н. Ф. Горбачева. Свердловск, 1982. с., ил.
- Виталий Волович: Графика. Буклет / Сост. и автор вступит. статьи. С. В. Голынец. Свердловск, 1984. 16 с., ил.
- Виталий Волович. Книжная, станковая графика. Каталог выставки / Сост. и автор вступит. ст. Н. Горбачева. Свердловск, 1985. с., ил.
- Виталий Волович. Книжная станковая графика: Каталог выставки / Сост. и автор вступит. ст. А. И. Корчак. Магнитогорск, 1988.
- Галерея «Автограф»: Живопись, графика из коллекции Т. Ф. Набросовой-Брусиловской / Сост. каталога Т. Ф. Набросова-Брусиловская. Автор вступит. статей В. М. Волович и Г. С. Метелев. Изд. Е. В. Ройзман. Екатеринбург: Изд-во Уральского университета, 2000. 166 с., ил. (С переводом на англ. яз.)
- Виталий Волович: Книжная и станковая графика. Каталог собрания / Отв. за вып., сост. выст. и каталога, автор макета и ред. В. Карпов. [Предисловие В. Воловича, послесловие Н. Горбачевой]. Ирбитский государственный музей изобразительных искусств. Ирбит, 1998. 80 с., ил.
- Виталий Волович: Старый Екатеринбург. [Альбом] / Статьи А. Мосина, В. Воловича, С. Голынца. Координатор проекта С. Прудкова. Екатеринбург: Промдизайн 1998. С. 119, ил. (С частичным переводом на англ. яз.)

См. также: Библиография на официальном сайте Виталия Воловича